# Kedungampel
Kedungampel is een bestuurslaag in het regentschap Klaten van de provincie Midden-Java, Indonesië. Kedungampel telt 2436 inwoners (volkstelling 2010).